# МК-1 (самолёт)
МК-1 «морской крейсер первый» (второе название АНТ-22) — советский самолёт-летающая лодка, совершивший первый полёт в 1934 году.

## История
Двухлодочный гидросамолёт МК-1 (АНТ-22) — третья летающая лодка, спроектированная и построенная в ЦАГИ. До АНТ-22 были ещё два самолёта — АНТ-8 (МДР-2) — 1930 — и АНТ-27 (МДР-4) — 1934 год. В 1932 году АНТ-22 начала разрабатывать конструкторская группа И. И. Погосского, занимавшемся до этого гидросамолётом АНТ-11; в январе 1933 года группа получила статус отдельной бригады, находящейся в секторе ЦАГИ.  В 1931 году управление ВВС разработало для ЦАГИ тактико-техническое задание по гидросамолёту: грузоподъемность до 6000 кг бомб, максимальная скорость 300 км/ч и радиус действия 1000 км, должно нести мощное стрелково-артиллерийское вооружение из четырех-пяти оборонительных пулеметов и двух-трех автоматических пушек. В соответствии с заданием, предполагалось сделать морской самолёт-крейсер; его назначением являлись: морская разведка в отдалённых районах, сопровождение флота, выполнение бомбардировки баз и укреплённых районов врага. АНТ-22 предполагали использовать для решения всех тех задач, которые ставились ранее для проектируемых, а также строящихся самолётов-разведчиков, бомбардировщиков и торпедоносцев. Двухлодочную схему самолёта выбрали из-за того, что на летающей лодке предполагали транспортировать крупногабаритные грузы, такие как малые подводные лодки или полупогружаемые торпедные катера.
Самолёт состоял из полностью металлической конструкции, также используемой КБ и в других конструкциях ЛА (силового набора, выполненного из стальных трубчатых элементов, подкрепляющего набора, выполненного из дюралюминиевых профилей), гофрированная обшивка крыльев и оперения.
Крыло у МК-1 укладывалось на две лодки, состояло из 4-х лонжеронов, было свободнонесущим и с большим удлинением (X = 8,5); лодки располагались примерно на 30 % размаха каждой половины крыла. Лодки максимальной шириной 2,5 м помогали самолёту развить мореходность, и хорошую поперечную остойчивость; это происходило за счёт образованной лодками так называемой «колеи», имевшей ширину в 15 метров.
К августу 1935 года МК-1 прошел полный курс заводских и государственных испытаний. Испытания показали, что гидросамолет способен взлетать и садиться в открытом море при волне до 1,5 метров и ветре до 12 м/сек. Однако другие показатели (скорость, потолок и дальность) уже не отвечали требованиям времени. Также для обслуживания самолета требовалось большое количество технических средств и наземного персонала. Гидросамолет в серийное производство запущен не был.
МК-1 эксплуатировался до 1937 года. На нем было установлено несколько мировых рекордов для гидросамолётов.

## Конструкция[1]
- Крыло - состоит из центроплана и двух отъёмных частей, обшивка крыла гофрированные листы из кольчугалюминия. На стоянке и при транспортировке отъёмные части крыла укладывались на дно лодки.
- Фюзеляж - две взаимозаменяемые лодки, соединенные между собой, через центроплан, водонепроницаемой палубой. Верхняя часть лодок образовывала вместительный фюзеляж, оборудованный входными дверями для экипажа. Каждая лодка была укомплектована якорями, лебедками и насосами для откачивания воды.
- Оперение - двухкилевое, хвостовые части лодок переходили в вертикальные кили. Кили соединялись между собой неподвижным стабилизатором, а консоли стабилизатора выходящие за кили, были перекладными, в полете угол установки мог изменяться.
- Силовая установка - шесть двигателей М-34Р  мощностью по 830 л.с. Двигатели располагались в верхней части центроплана на специальных пилонах. Воздушные винты деревянные, двухлопастные, диаметр - 4,2 м. Бензин находился в четырех баках, общий объем 9500 литров, масло 1530 литров. Три двигателя были тянущие, а три других толкающие.
- Вооружение - в левой лодке: в носовой части располагался пулемет, за крылом пушка калибра 20 мм, в кормовой части спаренный пулемёт. В правой лодке - в носовой части располагалась пушка, в задней пулемет, а в кормовой спаренный пулемет. Бомбардировочное вооружение - на подвесках 6000 кг бомб или четыре торпеды общей массой до 4800 кг. Бомбы размещались внутри межлодочного центороплана крыла и на внешних балочных держателях.
- Экипаж - 10-12 человек. Летный экипаж четыре человека: два летчика, командир корабля и штурман. Кабина летного экипажа оборудовалась в центральной гондоле укрепленной по оси симметрии самолета на центроплане. В правой и левой лодках находились рабочие места шести стрелков. В правой лодке имелась кабина радиста. В центроплане располагалось место механика, обслуживающего двигатели.
- Оборудование - приемо-передающая радиостанция связи, радиостанция для полета по маякам, переговорное устройство, фотоаппарат и два аэрофотоаппарата.

## Лётно-технические характеристики
- Размах крыла, м — 51,6
- Длина, м — 24,1
- Высота, м — 6.36
- Площадь крыла, м² — 304,5
- Масса, кг:
  - пустого самолёта — 22 340
  - нормальная взлетная — 33 560
- Тип двигателя — 6 × ПД М-34Р
- Мощность, л. с. — 6×830
- Максимальная скорость, км/ч:
  - у земли — 205
  - на высоте — 223
- Крейсерская скорость, км/ч — 187

Макет АНТ-22 в пассажирском варианте

- Практическая дальность, км — 1 300
- Максимальная скороподъёмность, м/мин — 48
- Практический потолок, м — 2 250
- Экипаж — 6
- Вооружение: 
  - 1 × 7,62 мм пулемёт ШКАС
  - 1 × 20 мм пушка Эрликон 600 снарядов
  - 1 × 7,62 мм пулемёт ДА-2 14 000 патронов
- Бомбовая нагрузка: до 6 000 кг бомб или 4 × авиационные торпеды общей массой до 4 800 кг
- Кассетные держатели: 32 × 100 кг бомбы, 6 × 1000 кг бомбы или 4 × 1 200 кг торпеды